# Hofjagd- und Rüstkammer

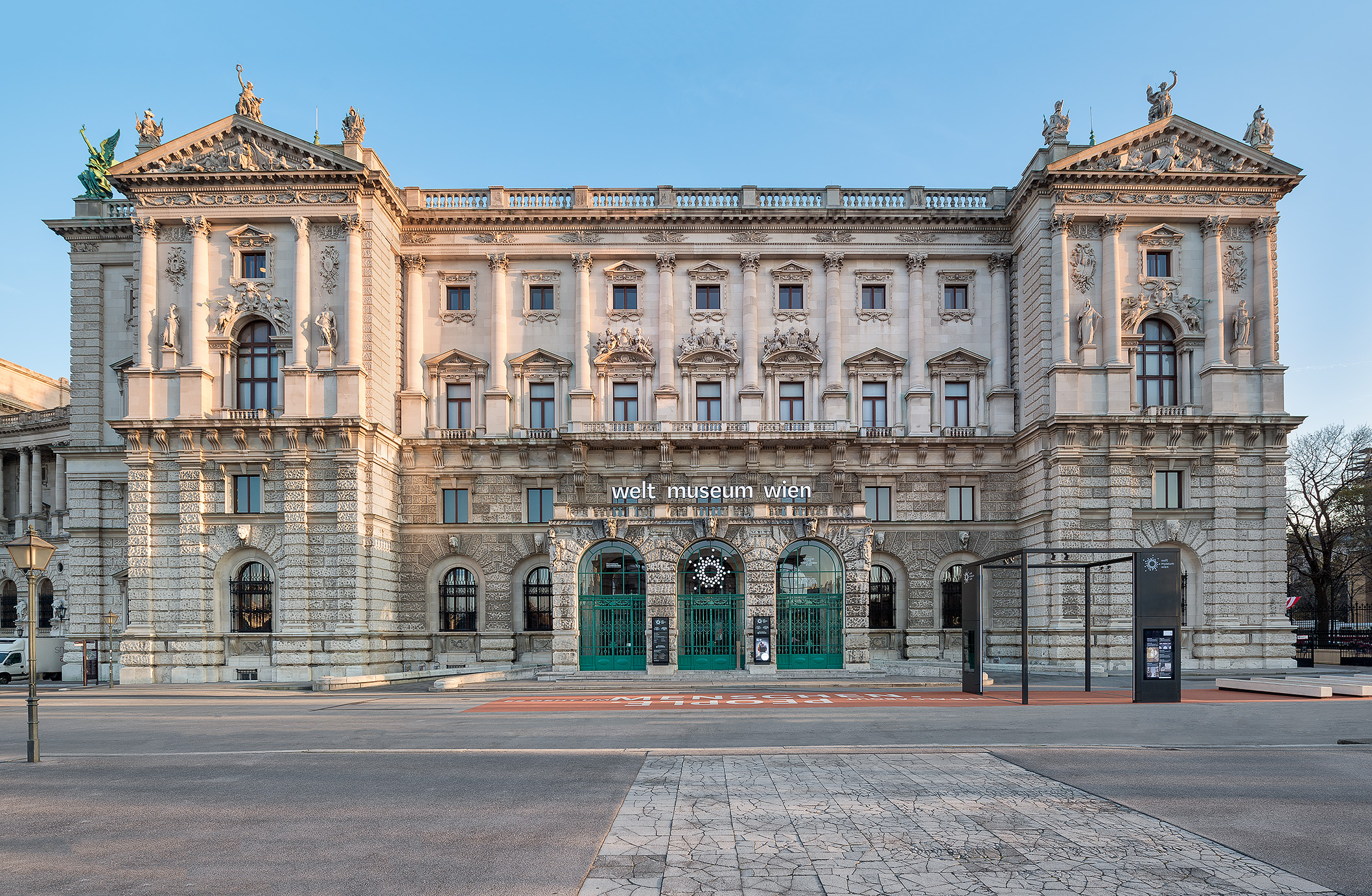
Die Neue Hofburg am Heldenplatz mit der Hofjagd- und Rüstkammer im 1. Obergeschoß

Die Hofjagd- und Rüstkammer (abgekürzt: HJRK), ehemals Waffensammlung, ist eine Sammlung des Kunsthistorischen Museums Wien. Gemeinsam mit der ebenfalls zum KHM-Museumsverband gehörenden Rüstkammer auf Schloss Ambras bei Innsbruck umfasst sie das dynastische Waffenerbe des österreichischen Zweiges der Habsburger. Es handelt sich dabei um eine der größten und am besten dokumentierten historischen Waffensammlungen der Welt. Das 1601 erstmals erschienene „Armamentarium Heroicum“ – ein gedrucktes Bildinventar der Ambraser „Heldenrüstkammer“, die den Grundstock der Hofjagd- und Rüstkammer darstellt – ist der älteste Museumskatalog der Welt. Aufgrund der umfangreichen Forschungstätigkeit ehemaliger Direktoren wie Wendelin Boeheim und Bruno Thomas gilt die Wiener Waffensammlung außerdem als ein wichtiger Ausgangspunkt der modernen, wissenschaftlichen Waffenkunde.

## Standorte

### Neue Hofburg, Wien

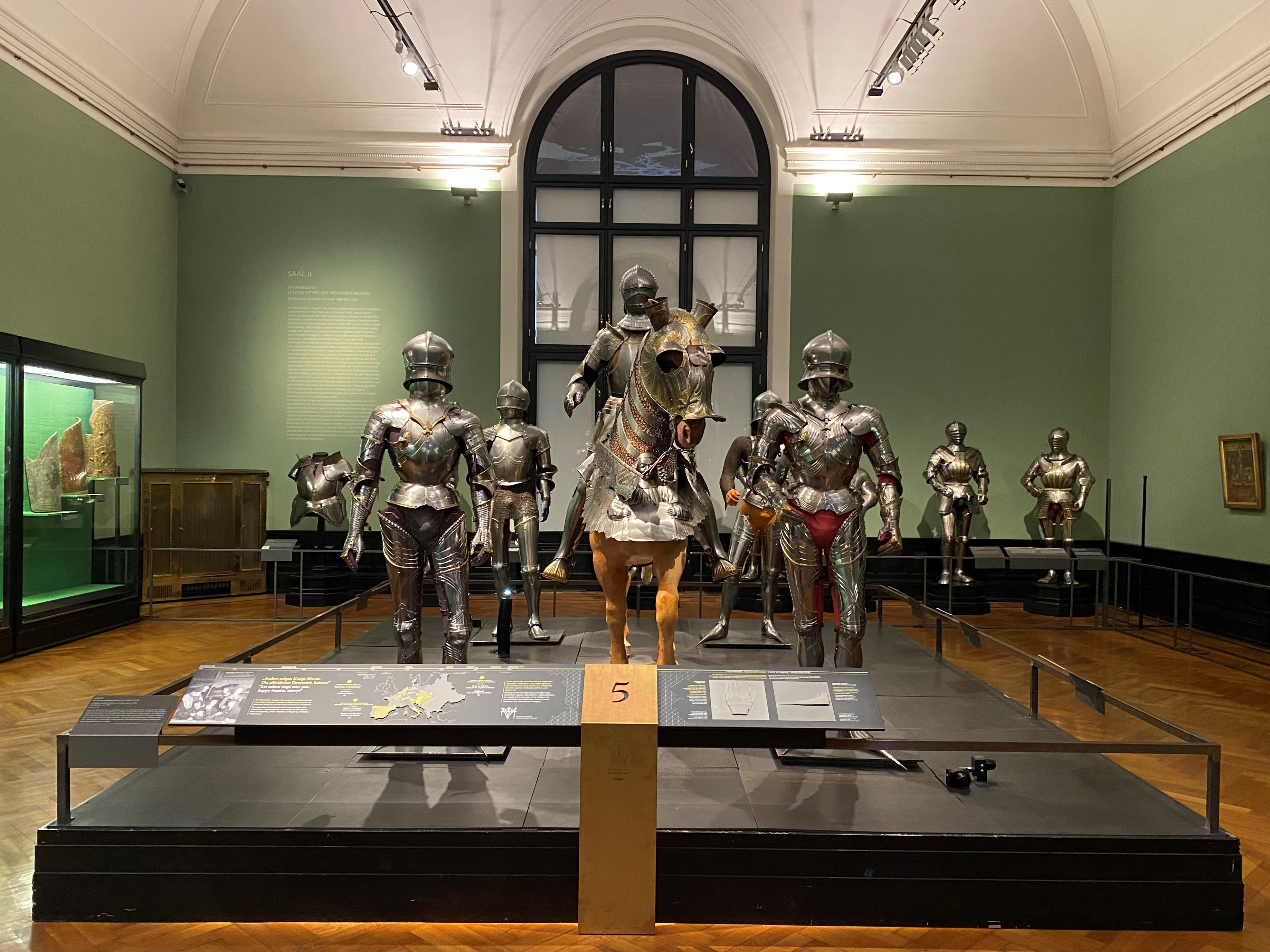
Hofjagd- und Rüstkammer, Saal „Kaiser Maximilian I.“

Die Hofjagd- und Rüstkammer befindet sich im ersten Obergeschoß der Neuen Hofburg am Wiener Heldenplatz. Die Dauerausstellung besteht aus neun Sälen und drei Galerien; der Rundgang ist chronologisch aufgebaut:
- Harnische im Mittelalter
- Turniere am Hofe Kaiser Maximilians I.
- Kaiser Maximilian I.
- Die „Heldenrüstkammer“ von Erzherzog Ferdinand II.
- All'antica-Harnische
- Festkultur am Hof Erzherzog Ferdinands II. in Prag
- Europa und Westasien
- Turniere der Renaissance
- Harnische der Spätrenaissance
- Höfische Jagd vom Mittelalter bis ins Barock

### Schloss Ambras, Innsbruck
Zahlreiche Exponate befinden sich als Dauerleihgaben in der Rüstkammer auf Schloss Ambras.

## Sammlungsgeschichte

### Ambraser Sammlung

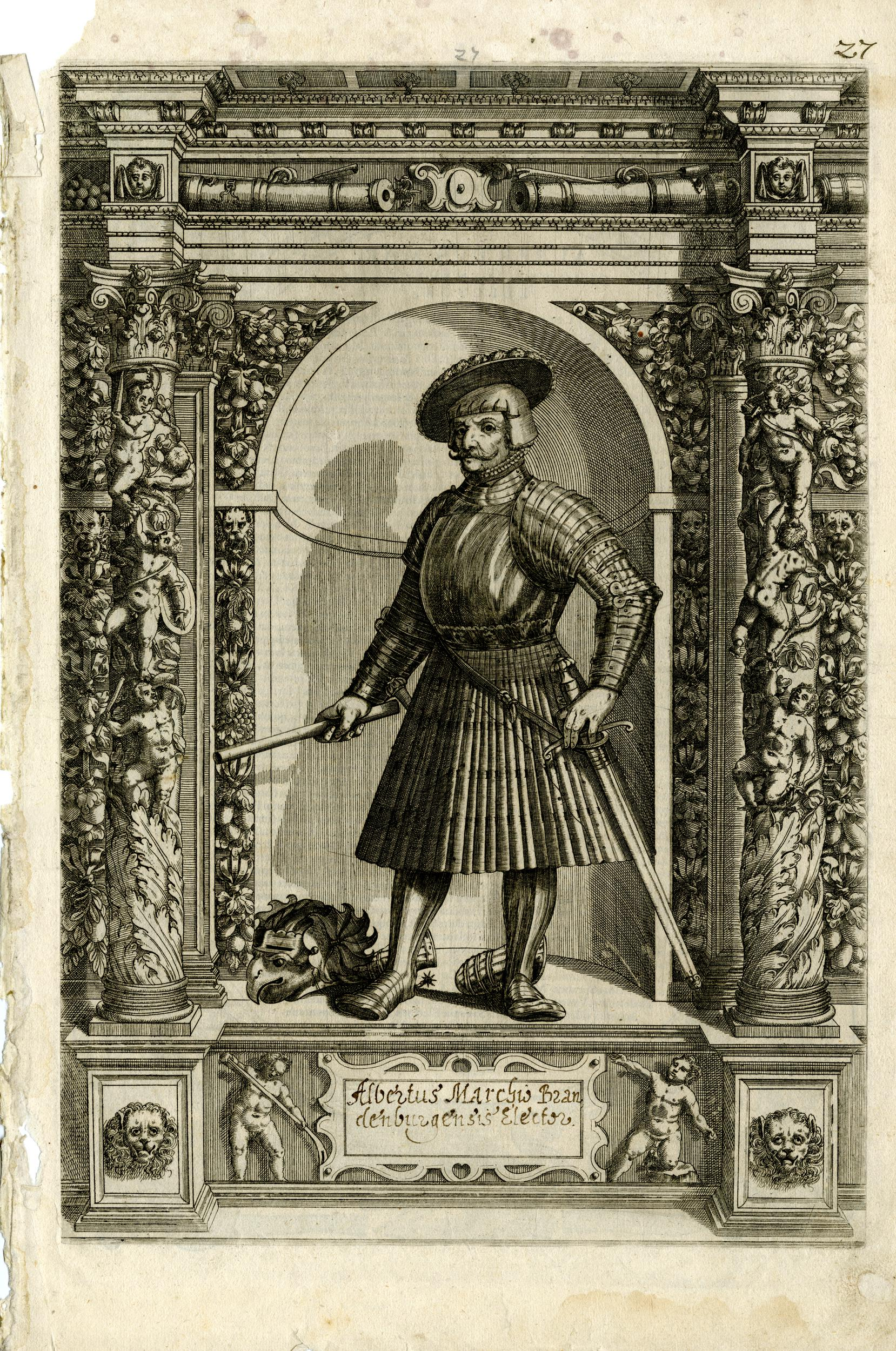
Porträt des Markgrafen Albrecht Achilles von Brandenburg im Faltenrockharnisch A 78. Stich aus Jacob Schrenck von Notzings „Armamentarium Heroicum“ (1601)

Kernbestand der Hofjagd- und Rüstkammer ist die Rüstkammer der 1806 ins Untere Belvedere verbrachten „k.k. Ambraser-Sammlung“, einschließlich weiterer 1880 erfolgten Entnahmen aus den auf Schloss Ambras verbliebenen Beständen. In Tirol ist bereits unter Erzherzog Siegmund „dem Münzreichen“ um 1480 ein landesfürstliches Zeughaus nachweisbar, das sein Neffe Kaiser Maximilian I. erbte und stark erweiterte. Nachdem ein bedeutender Teil für Kaiser Karl V. nach Spanien überführt wurde (heute in der Real Armería, Madrid), übernahm dessen jüngerer Bruder, König (später Kaiser) Ferdinand I. das Tiroler Zeughaus.
Den wichtigsten Beitrag leistete Erzherzog Ferdinand II. als Landesherr und Neugründer einer selbstständigen Tiroler Linie. Ferdinand II. hatte ab 1547 im Rahmen seiner aufwendigen Hofhaltung als Statthalter von Böhmen eine enorme Sammlung an Kriegs-, Sport- und Prunkwaffen angelegt. Im Jahr 1565 konnte er daher etwa 17–18 Tonnen persönliches Waffengut von Prag nach Innsbruck schaffen, das dort in der Hofburg untergebracht wurde. In Innsbruck setzte er nicht nur seine persönlichen Bestellungen fort, sondern realisierte seine einzigartige Idee einer „Heldenrüstkammer“. In dieser versammelte er Harnische und Waffen berühmter europäischer und nichteuropäischer Kriegsmänner der Gegenwart und Vergangenheit nebst ihren Bildnissen und Lebensläufen, und stellte sich somit in ihre Tradition.
Die Rüstkammer Erzherzog Ferdinands ist durch Inventare von 1555, 1583, 1593 und 1596 bestens bezeugt. Das bedeutendste Zeugnis ist Jakob Schrenck von Notzings einzigartiges „Armamentarium Heroicum“ mit 125 Stichen der Waffenträger im Harnisch und mit ihren gedruckten Lebensläufen. Die lateinische Ausgabe dieses Bildinventars der „Heldenrüstkammer“ erschien in Innsbruck im Jahr 1601, die deutsche zwei Jahre darauf. Das Werk gilt als der erste Museumskatalog der Welt.
1606 erwarb Kaiser Rudolf II. für die gewaltige Summe von 170.000 Gulden die Ambraser Sammlung von Ferdinands II. unehelichem Sohn, Markgraf Karl von Burgau. Er beabsichtigte, sie in Prag mit seiner Kunstkammer zu vereinigen, allerdings kam dieser Plan nicht zur Ausführung. Ferdinands Nachfolger als selbstständige Landesherrn von Tirol fügten der Ambraser Rüstkammer ihre Leibwaffen hinzu.
1806 wurden im Auftrag Napoleons durch den Inspecteur Général Jacques-Pierre Orillard de Villemanzy zehn Harnische bzw. Waffenstücke bedeutender Franzosen beschlagnahmt und nach Paris verbracht (z. B. der Feld- und Pferdeharnisch Franz I. von Frankreich). Noch im selben Jahr wurde die Ambraser Sammlung als Privateigentum Kaiser Franz I. von Österreich aus dem bayrisch gewordenen Tirol nach Wien überführt. Man lagerte sie vorerst im Kaisergarten im 3. Wiener Gemeindebezirk ein. 1814 wurde sie durch Alois Primisser als Schaustück zum Wiener Kongress im Unteren Belvedere, dem ursprünglichen Sommerpalais des Prinzen Eugen von Savoyen, öffentlich zugänglich gemacht. 1888 wurde sie mit den kaiserlichen Waffenbeständen aus Wien vereinigt.
Vermehrt um Objekte aus Wien und Laxenburg, hatte Wendelin Boeheim die auf Schloss Ambras verbliebenen Bestände neu aufgestellt. Die Eröffnung dieser neuen Ambraser Rüstkammer in zwei Sälen erfolgte 1882. 1952 wurde sie administrativ an die Waffensammlung des Kunsthistorischen Museums angeschlossen.

### Kaiserliches Zeughaus Wien

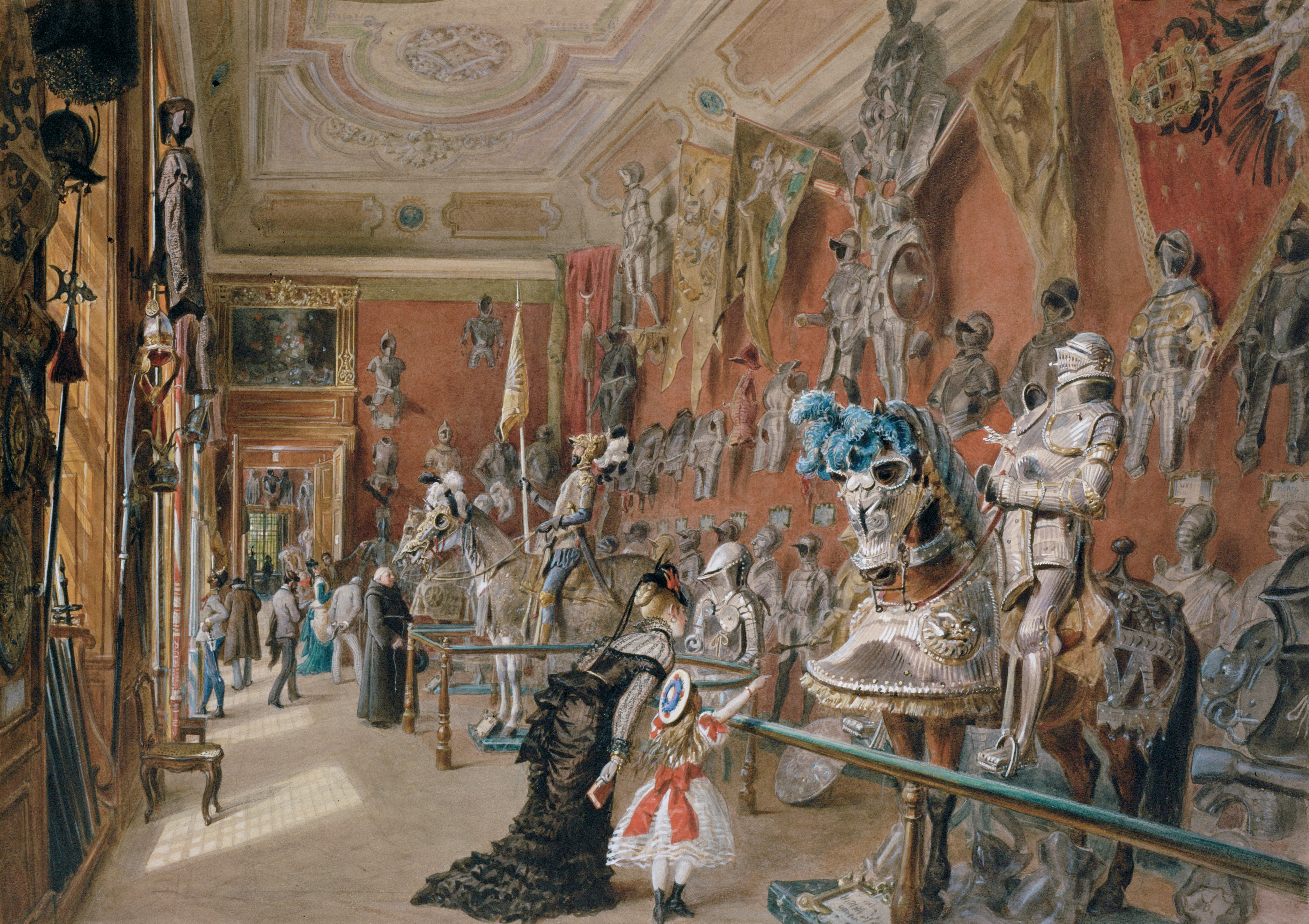
Carl Goebel d. J., Die Rüstkammer II der Ambraser Sammlung im Unteren Belvedere, 1875

Die habsburgische Waffensammlung zu Wien war im 15. Jahrhundert im sogenannten Ungarischen Hof an der Ecke Augustinerstraße und Dorotheergasse untergebracht. Kaiser Maximilian I. bewahrte seine persönlichen Leibwaffen in der mittelalterlichen Burg auf. Zudem war in der „Öden Kirchen“ St. Paul nahe der Michaelerkirche eine landesfürstliche Rüstkammer untergebracht. 1598 wurde diese ins oberste Stockwerk der ab 1558 für Maximilian II. erbauten Stallburg verlegt.
1750 übersiedelte diese Leibrüstkammer aus der Stallburg in das Kaiserliche Zeughaus in der Renngasse. Dort hatte Kaiser Ferdinand I. im Jahr 1559 den Salzburger Hof erworben, der von Kaiser Rudolf II. 1584–1587 zum Zeughaus ausgebaut wurde. Raimund Montecuccoli erweiterte 1672 unter Kaiser Leopold I. den Bau auf einem Areal von über 8500 m², mit einem Innenhof für das Geschütz von über 6000 m². Zwischen 1759 und 1771 richtete dort unter Kaiserin Maria Theresia Nikolaus Unterriedmüller ein Museum ein, das eine Kombination aus habsburgisch-großösterreichischer Ruhmeshalle und gebrauchsfertigem Kriegszeughaus darstellte. Das ideelle Zentrum bildete ein Museum des Siebenjährigen Krieges (1756–1763) zwischen Österreich und Preußen. 1765, mit Herrschaftsantritt Josephs II., gelangte das Waffenerbe der zwischen 1546 und 1619 selbstständigen steirisch-innerösterreichischen Linie der Habsburger aus Graz ins Kaiserliche Zeughaus nach Wien.
Nach der Schlacht bei Austerlitz von 1805 beschlagnahmten die Franzosen zahlreiche Prunkgeschütze und -harnische – meist mit Bezug nach Frankreich –, die in das Pariser Musée de l’Armée überführt wurden. Zum Wiener Kongress 1814 wurden die entstandenen Lücken gefüllt und anschließend 1817/19 von Paul Löbhardt und Mathias Waniek ein wichtiges Bildinventar geschaffen. 1846 veröffentlichte Friedrich Otto von Leber im Selbstverlag die damalige Aufstellung in einem grundlegenden ersten wissenschaftlichen Katalog des Zeughauses. Bei der Bestimmung der Objekte gelangte er mit Hilfe kunsthistorischer Kriterien zu neuen, größtenteils korrekten Datierungen. Kurz darauf erlitt das Zeughaus im Revolutionsjahr 1848 beträchtliche Verluste durch Plünderung.

### K.K. Hofwaffensammlung im Kaiserlichen Arsenal Wien
1856 wurde das Kaiserliche Zeughaus ausgeräumt, knapp bevor Kaiser Franz Josef am 20. Dezember 1857 die Wiener Stadterweiterung dekretierte. Das Gebäude wurde abgebrochen. Sein Inhalt wurde nach beträchtlichen Abverkäufen überholter militärischer Massenware gemeinsam mit der Ambraser Sammlung aus dem Unteren Belvedere in das neu erbaute kaiserliche Arsenal am damaligen Stadtrand verbracht. Eine vom Architekten Theophil von Hansen geplante Präsentation nach dekorativen Gesichtspunkten wurde 1863 auf Wunsch des Kaisers verworfen. Stattdessen erfolgte eine nach wissenschaftlichen Kriterien entworfene Aufstellung der „k.k. Hofwaffensammlung“ durch Quirin von Leitner in den Sälen beiderseits der Ruhmeshalle im Obergeschoß.

### Kunsthistorische Sammlungen des Allerhöchsten Kaiserhauses, Wien

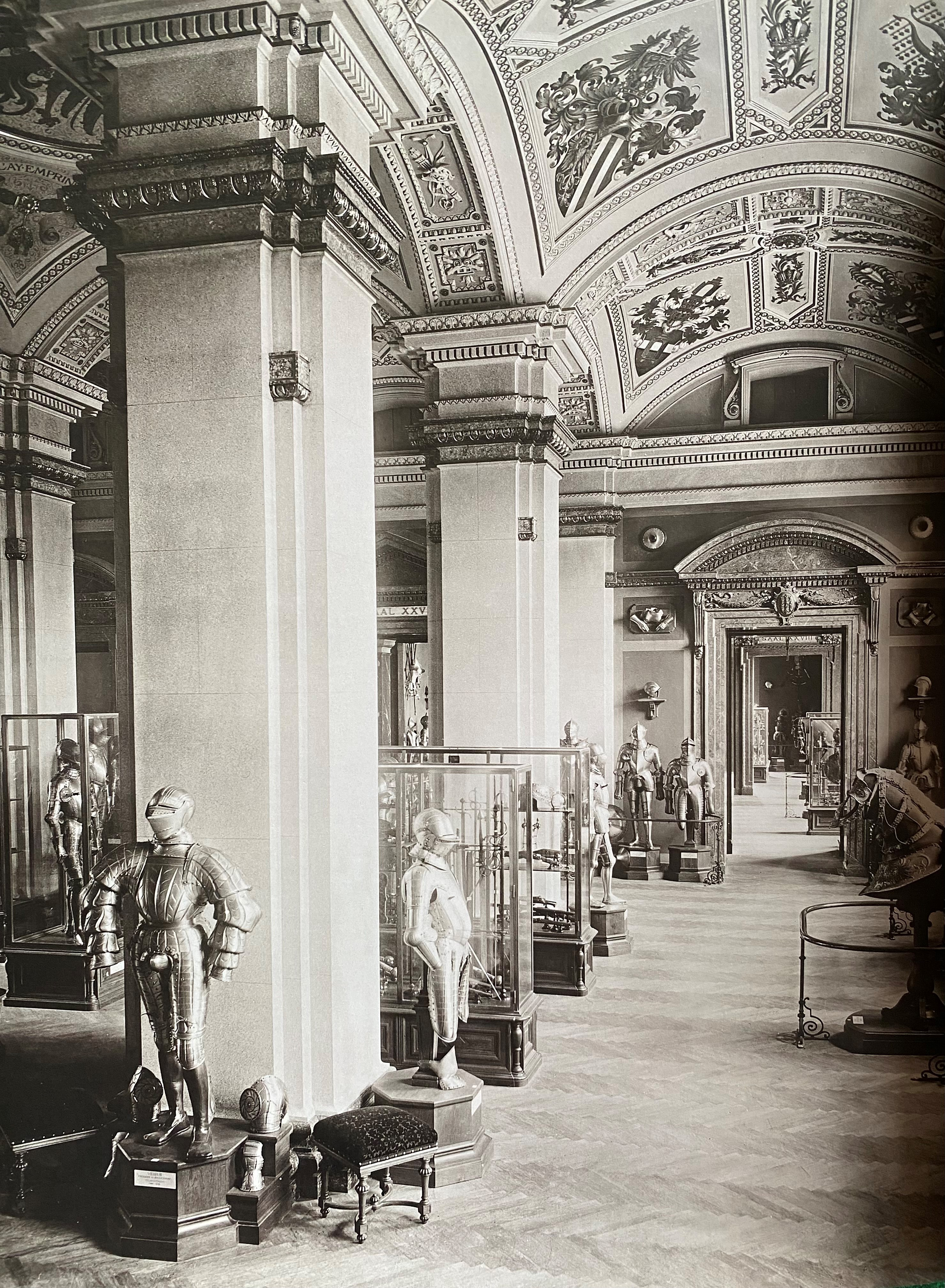
Die Waffensammlung im ehem. Saal XXVII des Kunsthistorischen Museums am Burgring, um 1910

Die Übertragung der Hofwaffensammlung in den Neubau des Kunsthistorischen Museums am Burgring erfolgte 1888 im Zusammenhang mit der Gründung der „Kunsthistorischen Sammlungen des Allerhöchsten Kaiserhauses“. Parallel erfolgte 1885 im Arsenal die Gründung des „k. u. k. Heeresmuseum“ (heute Heeresgeschichtliches Museum). Dieses präsentiert noch heute die jüngere Geschichte des österreichischen Militärwesens ab dem 16. Jahrhundert. 1889 wurde die von Wendelin Boeheim kuratierte „Waffensammlung“ im Hochparterre des Burgringgebäudes der Öffentlichkeit zugänglich gemacht. Schwerpunktmäßig wurden ältere Bestände aus der Zeit bis zum Dreißigjährigen Krieg präsentiert, insbesondere habsburgische Leibwaffen. Die neue Waffensammlung umfasste außerdem große Teile der neben der Wagenburg in den Wiener kaiserlichen Hofstallungen untergebrachten Sammlungen der Hof-Jagd- oder Gewehrkammer, der Hof-Sattelkammer sowie Teilen der Sammlung von Waffen, die Kaiser Franz I. um 1800 in der neugotischen Franzensburg zu Laxenburg südlich von Wien angelegt hatte.
1918 wurden die Kunsthistorischen Sammlungen des Allerhöchsten Kaiserhauses Besitz der Republik Österreich.
Im Jahr 1922 wurden der „Waffensammlung“ die Wagenburg, das Monturdepot und der 1889 in den Hofstallungen verbliebene bedeutende Rest der Hof-Gewehrkammer als Annexe eingegliedert. Erst 1947 sollten Wagenburg samt Monturdepot als selbstständige Sammlung des KHM neu eingerichtet werden.

### Neue Hofburg Wien
Nachdem in den Jahren 1925/26 zahlreiche Abverkäufe von „Dubletten“ aus der Hofgewehrkammer erfolgt waren, wurden im Zuge der Ausgleichsverhandlungen mit Ungarn nach dem Ersten Weltkrieg nahezu 100 Objekte an das Ungarische Nationalmuseum abgetreten (z. B. der Kinderharnisch Sigismund II. August von Polen). 1934 übersiedelte die Waffensammlung aus dem Kunsthistorischen Museum am Burgring ins Obergeschoß des Ringstraßentraktes der Neuen Hofburg.
Im Rahmen der Einrichtung eines „Zentraldepots der beschlagnahmten Sammlungen“ in der Neuen Hofburg ab 1938 wurden auch im damaligen Saal IX der Waffensammlung geraubte Kunstwerke aus jüdischem Besitz untergebracht. Beispielsweise beschlagnahmte die Gestapo bereits im Jahr des „Anschlusses“ die bedeutenden jüdischen Kunstsammlungen Alphonse und Clarice Rothschild sowie Louis Rothschild, aus denen über 30 wertvolle Waffen und Rüstungsteile der Waffensammlung zugewiesen wurden.
1946 begannen fortgesetzte Neuaufstellungsarbeiten. Erst Mitte 1967 wurde in neun Sälen und einer Galerie des Ringstraßentraktes die „Leibrüstkammer“ (500 n. Chr. bis zum Tode Kaiser Matthias’, 1619), Ende 1967 in den drei Abschnitten der neu hinzugekommenen Säulengalerie („Jagdplateau“) die „Hofjagdkammer“ (1619–1916, von Kaiser Ferdinand II. bis Franz Josef) eröffnet. 1990 erfolgte die Umbenennung der „Waffensammlung“ in „Hofjagd- und Rüstkammer“.
Am 11. Februar 1999 empfahl der österreichische Kunstrückgabebeirat die Rückgabe der Objekte aus den Wiener Rothschild-Sammlungen, die Restitution erfolgte am 11. März 1999.

## Ausgewählte Sonderausstellungen
1940 wurde in den neu bezogenen Räumlichkeiten der Neuen Hofburg eine Sonderschau mit „rückgeführten“ Harnischen und Waffen aus dem vom Dritten Reich besetzten Paris abgehalten. Es wurden zahlreiche Objekte gezeigt, die im Zuge der napoleonischen Entnahmen aus Schloss Ambras sowie dem Wiener Zeughaus nach Frankreich verbracht worden waren. Als Pendant zu dieser Ausstellung organisierte die Wehrmacht die Propaganda-Ausstellung „Sieghafte Deutsche Waffen“ auf dem Heldenplatz.
1990/91 veranstaltete die Hofjagd- und Rüstkammer in Zusammenarbeit die Ausstellung „Roben wie Rüstungen. Mode in Stahl und Seide einst und Heute“, bei der Objekte der Sammlung ausgewählten Kreationen des italienischen Modeschöpfers Roberto Cappucci gegenübergestellt wurden.
2022 wurde die Sonderausstellung „Iron Men – Mode in Stahl“ gezeigt, bei der Harnische und Waffenstücke im Licht von historischen Ritualen, Symbolen und Geschlechterrollen präsentiert wurden.

## Sammlungsleiter
- 1878–1900: Wendelin Boeheim
- 1918–1922: Camillo List
- 1923–1938: August Grosz
- 1938–1945: Leopold Ruprecht
- 1946–1975: Bruno Thomas
- 1976–1986: Ortwin Gamber
- 1986–2013: Christian Beaufort-Spontin
- 2013–2020: Matthias Pfaffenbichler
- 2020–2024: Stefan Krause

## Bedeutende Ausstellungsstücke
- Prankher Helm, Norditalien/Süddeutsch/Österreichisch, ca. 1330–1340, Inv.-Nr. B 74[24]
- Beinsattel, Süddeutsch, Mitte 15. Jh., Inv.-Nr. A 64[25]
- Helm des Georg Kastriota, genannt Skanderbeg, Italien, 2. Hälfte 15. Jahrhundert, Inv.-Nr. A 127[26]
- Lorenz Helmschmid, Reiterharnisch Kaiser Maximilians I., Augsburg, um 1485, Inv.-Nr. A 62[27]
- Hans Rabeiler, Unvollendeter Kinderharnisch Philipps „des Schönen“, Innsbruck, 1511–1512, Inv.-Nr. A 186[28]
- Konrad Seusenhofer, Kinder-Faltenrockharnisch Karls V., Innsbruck, 1512–1514, Inv.-Nr. A 109[29]
- Faltenrockharnisch, Deutsch, 1520er, Inv.-Nr. A 78[30]
- Kolman Helmschmid, Landsknechts-Kostümharnisch des Wilhelm von Rogendorf, Augsburg, 1523, Inv.-Nr. A 374[31]
- Filippo Negroli, All'antica-Sturmhaube des Francesco Maria I. della Rovere, Mailand, 1532, Inv.-Nr. A 498a[32]
- Negroli-Werkstatt (zugeschr.), Medusenschild, Mailand, ca. 1550–1555, Inv.-Nr. A 693a[33]
- Pere Joan Poch (zugeschr.) und Antonio Piccinino, Goldener Degen, Barcelona (?) und Mailand, Mitte 16. Jh., Inv.-Nr. A 588[34]
- Kunz Lochner, Halbharnisch des Nikolaus IV. Radziwill, Nürnberg, um 1555, Inv.-Nr. A 1412[35]
- Jörg Seusenhofer und Hans Perckhammer, Adlergarnitur Erzherzog Ferdinands II. von Tirol, Innsbruck, 1547, Inv.-Nr. A 638[36]
- Korallensäbel, Deutsch, um 1560, Inv.-Nr. A 791[37]
- Lucio Piccinino, Harnischgarnitur des Herzogs Alessandro Farnese von Parma, Mailand, 1576–1580, Inv.-Nr. A 1132[38]

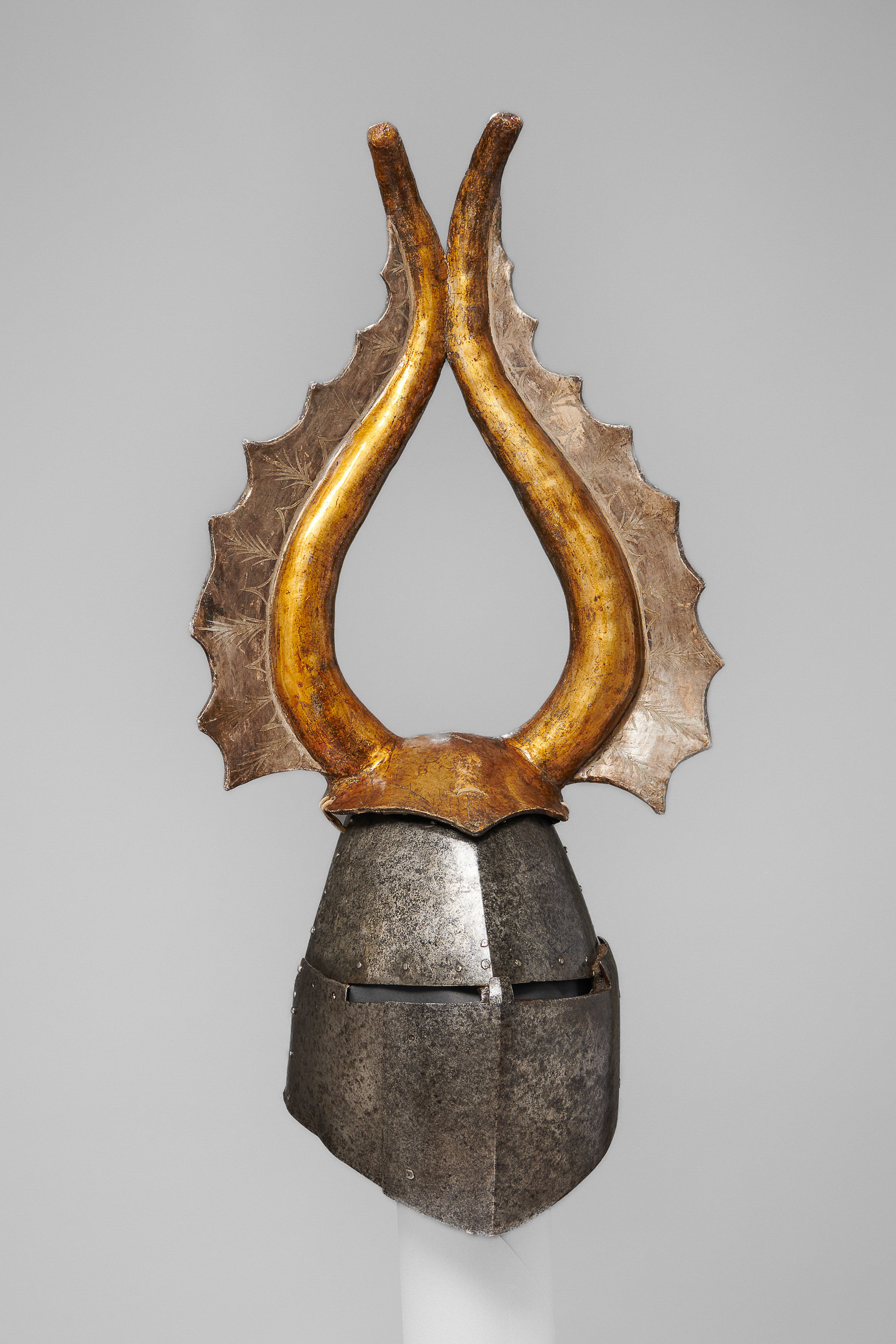
Prankher Helm
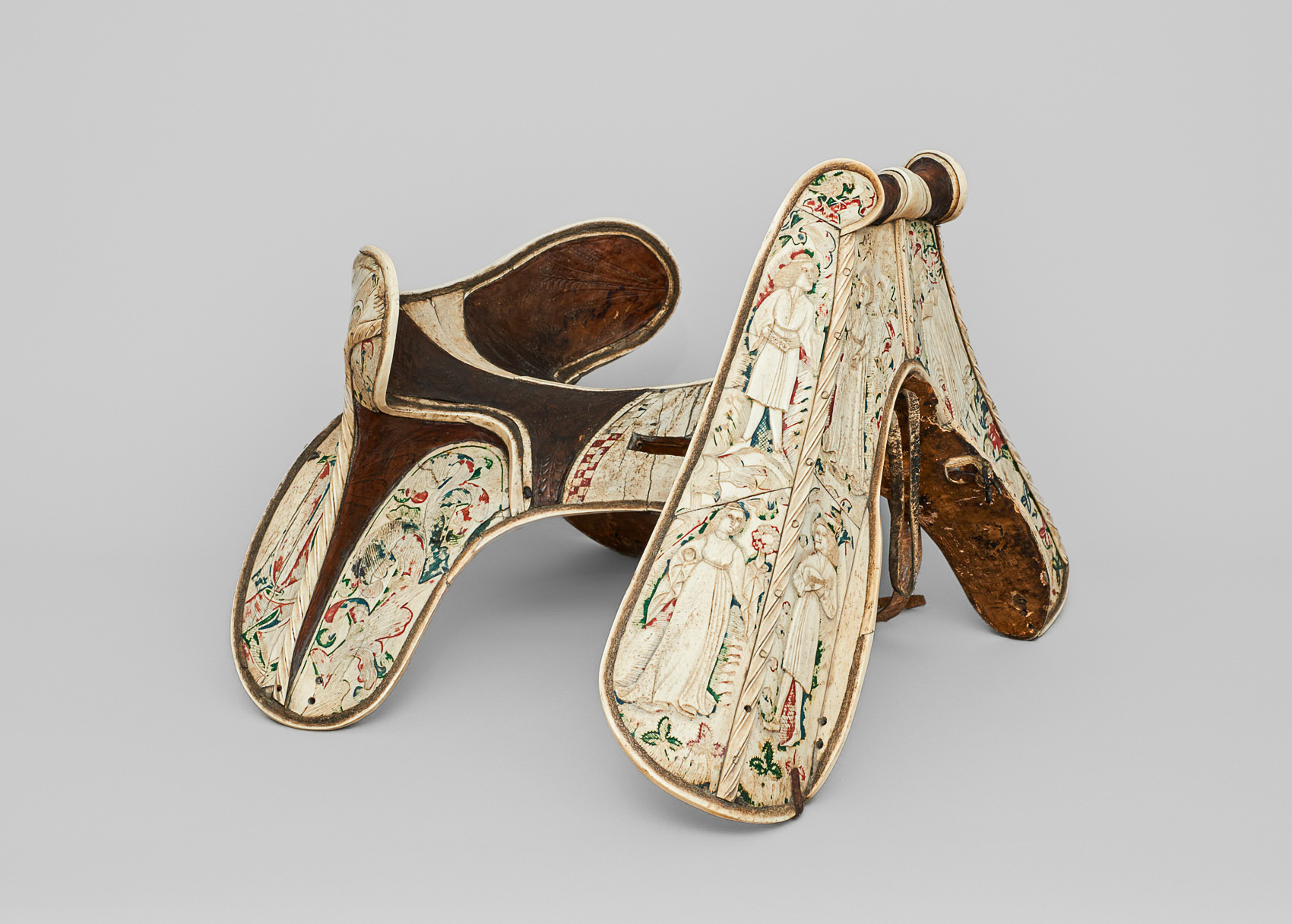
Beinsattel
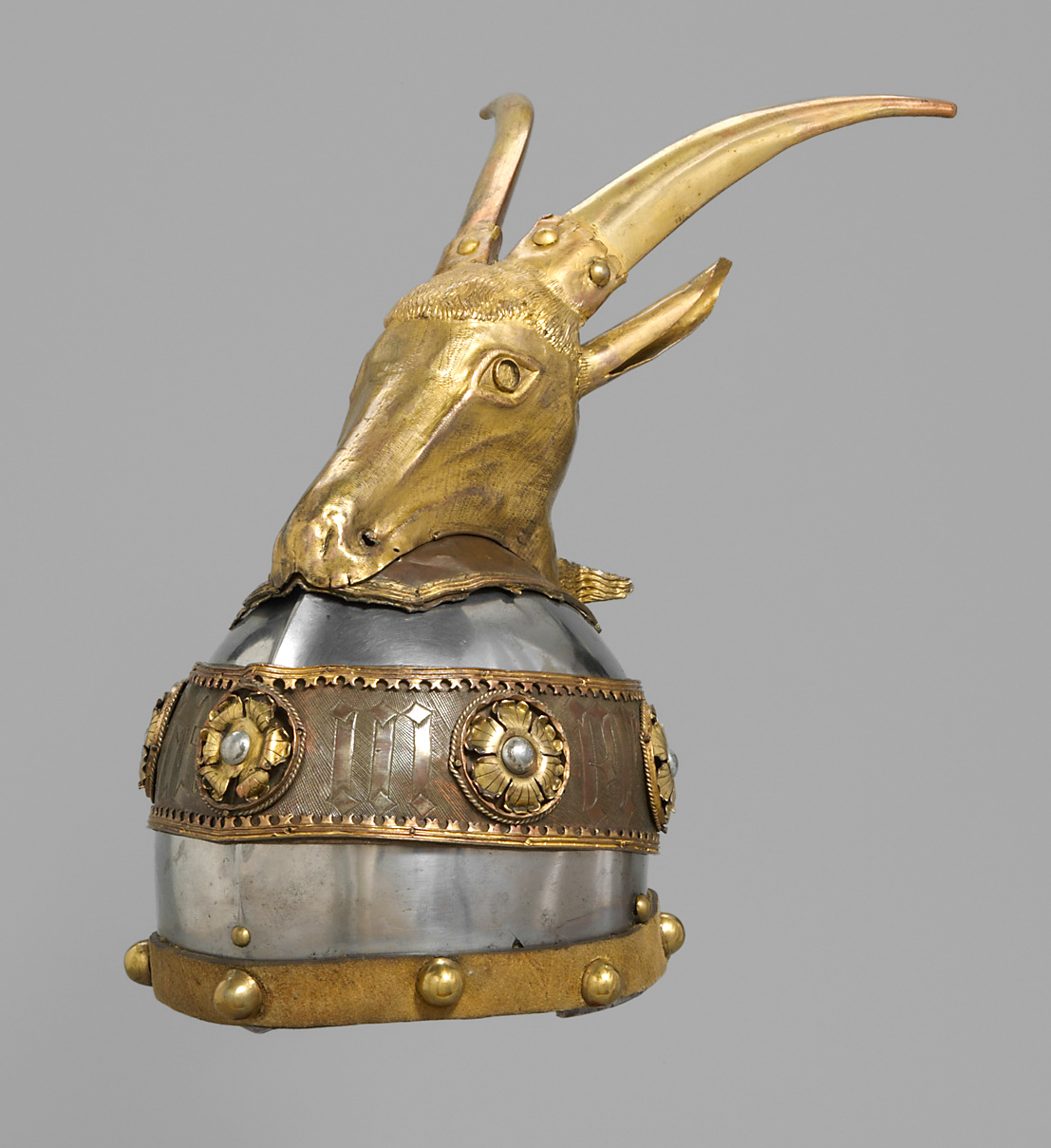
Helm des Skanderbeg
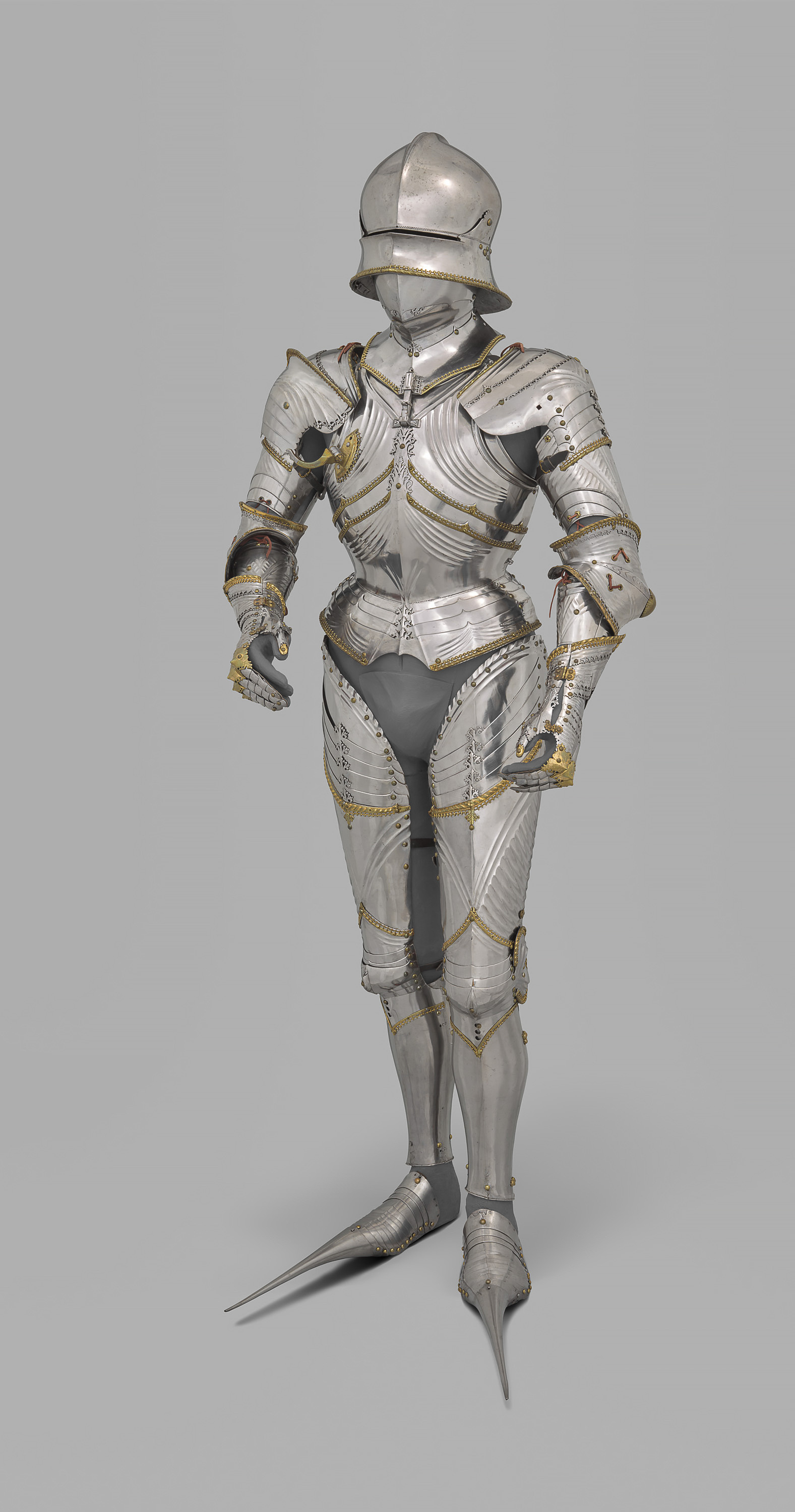
Reiterharnisch Maximilians I.
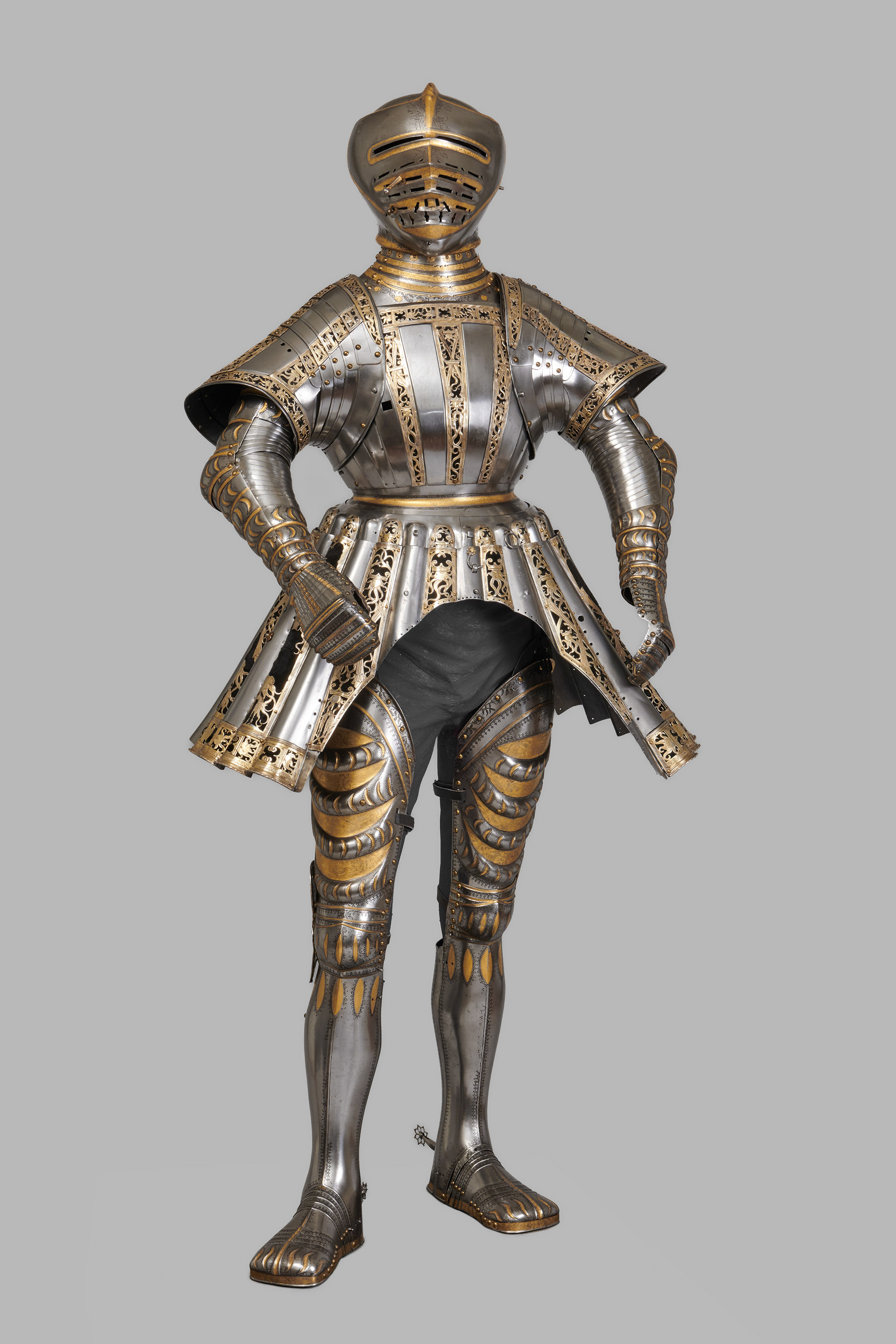
Kinder-Faltenrockharnisch Kaiser Karls V.
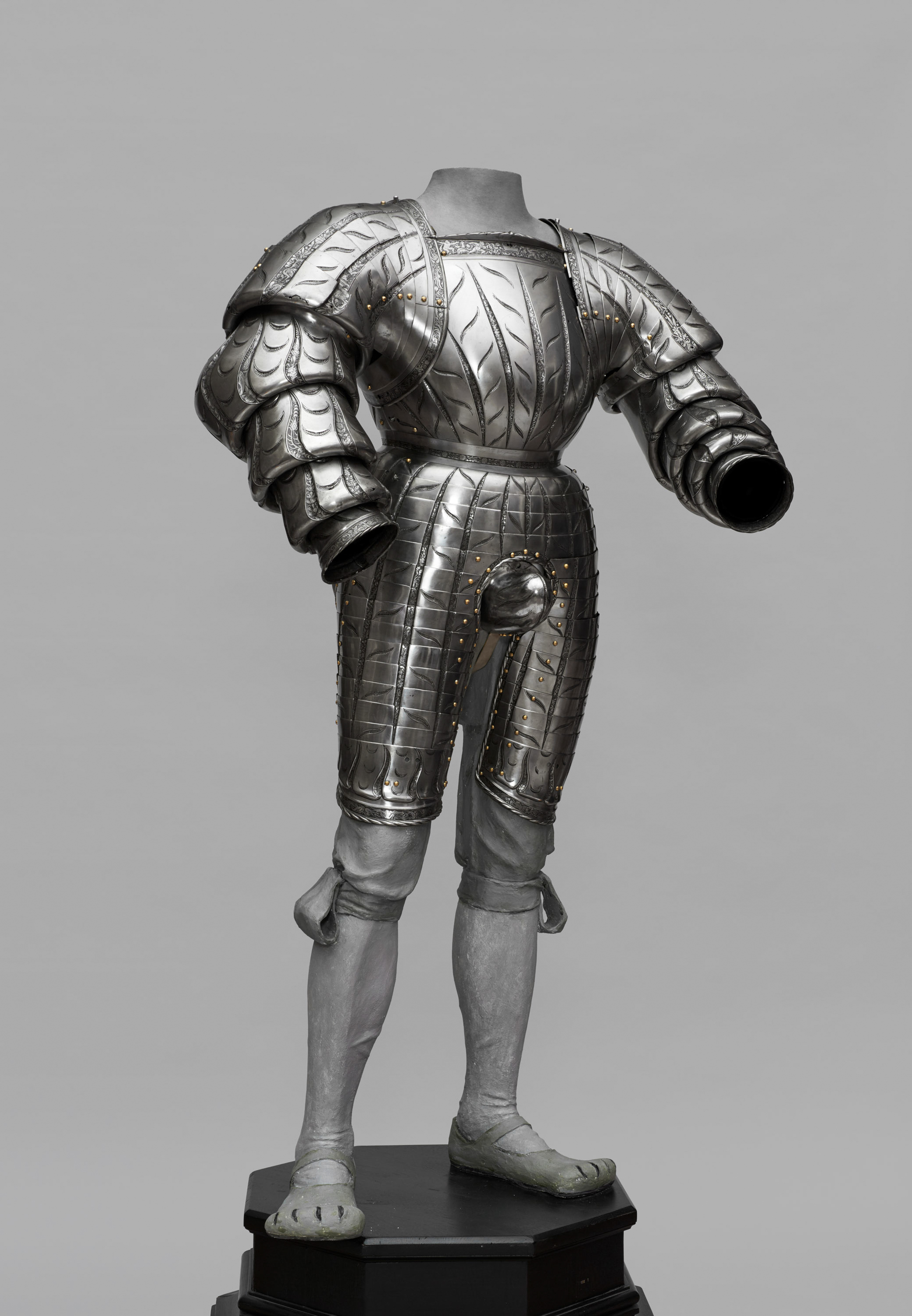
Rogendorf-Harnisch
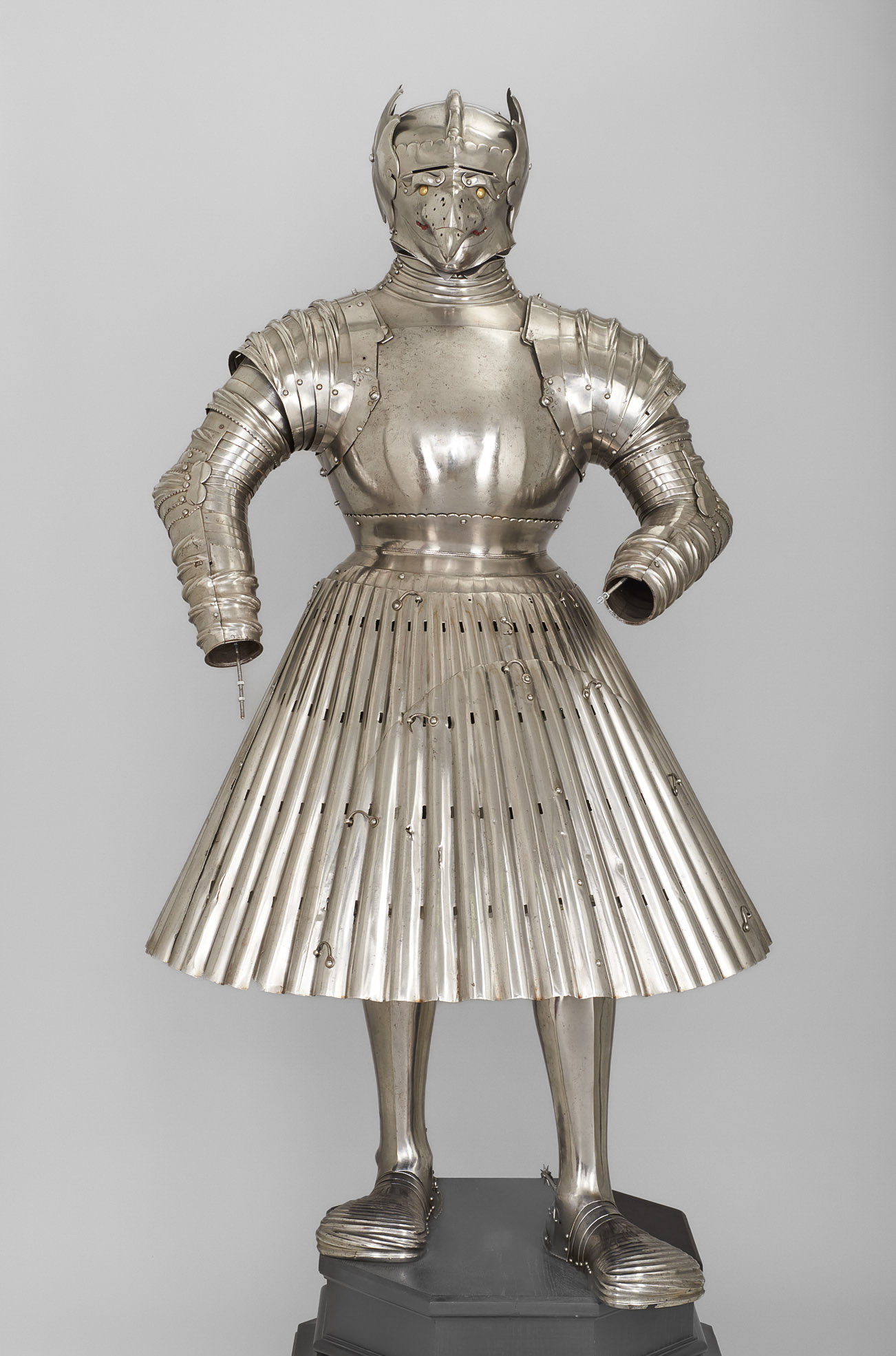
Faltenrockharnisch
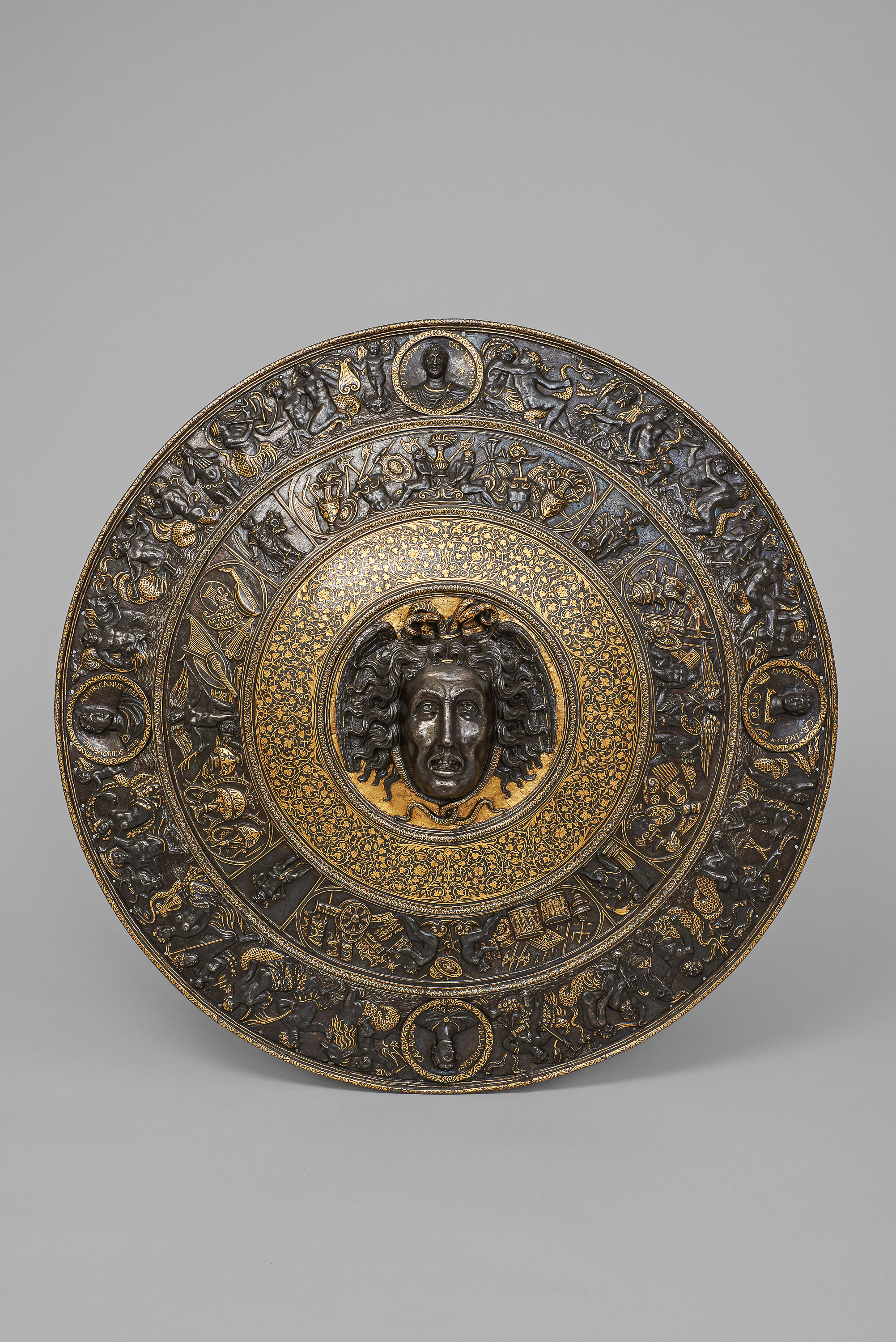
Medusenschild
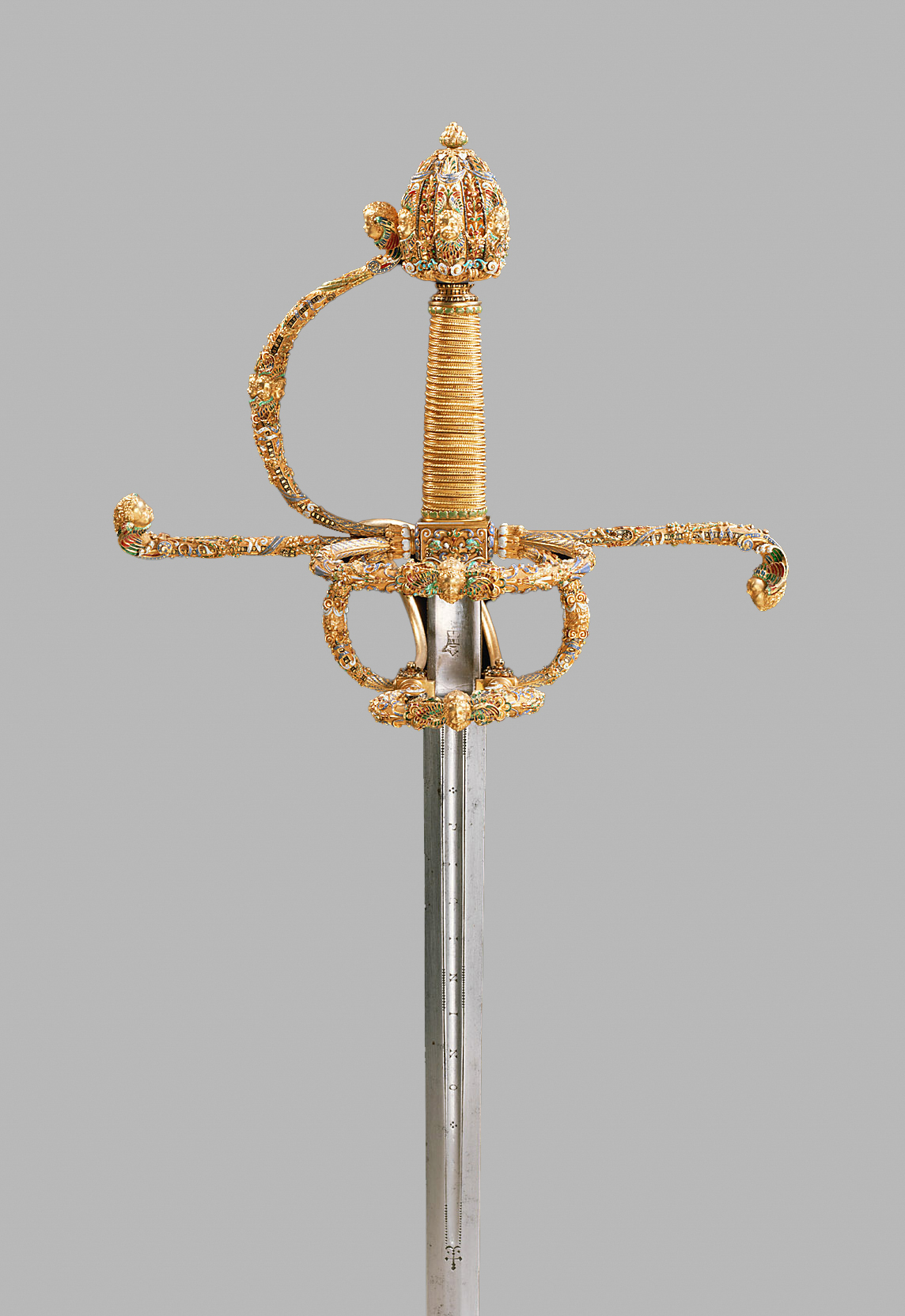
Goldener Degen
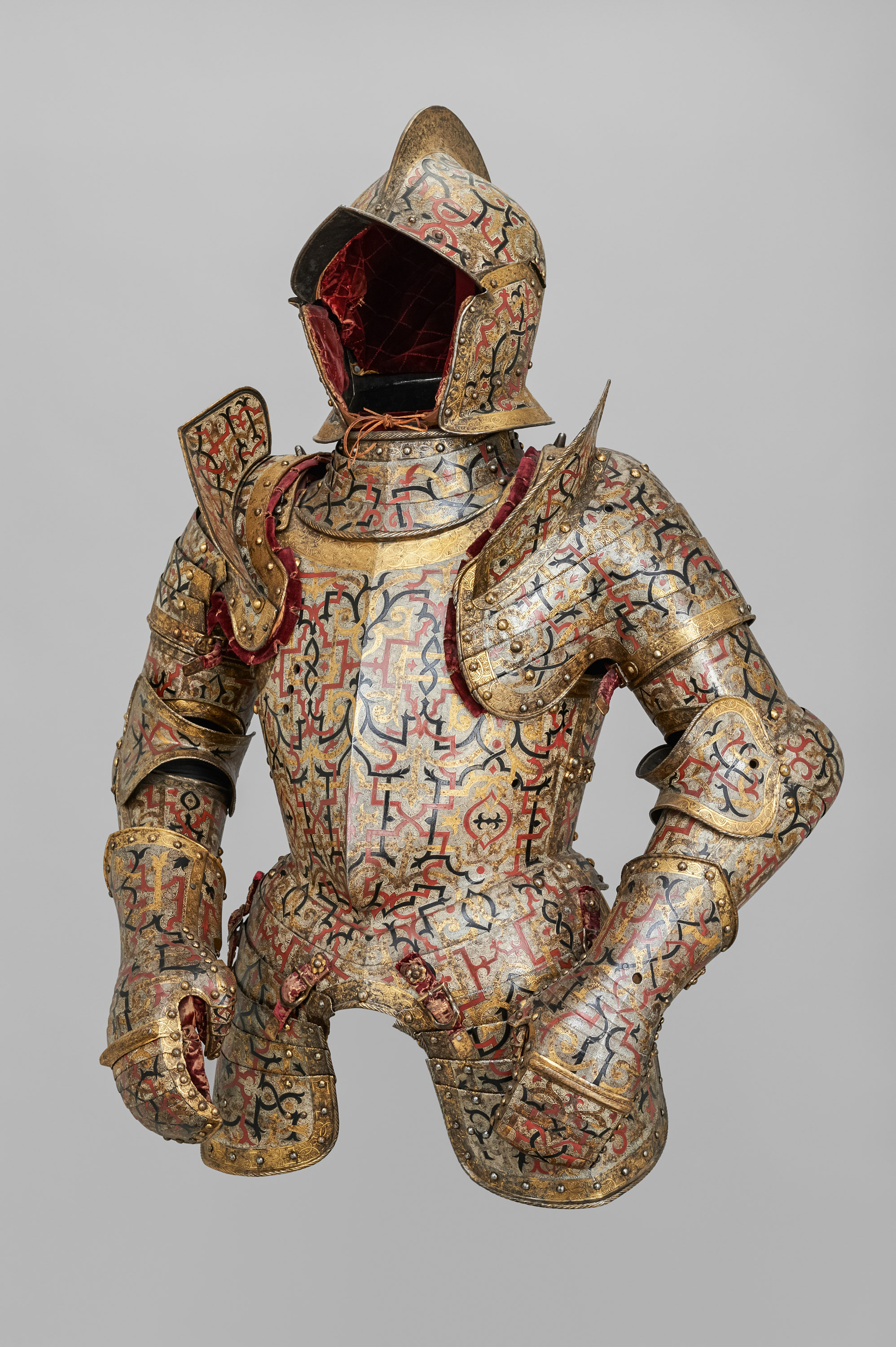
Halbharnisch des Nikolaus Radziwill
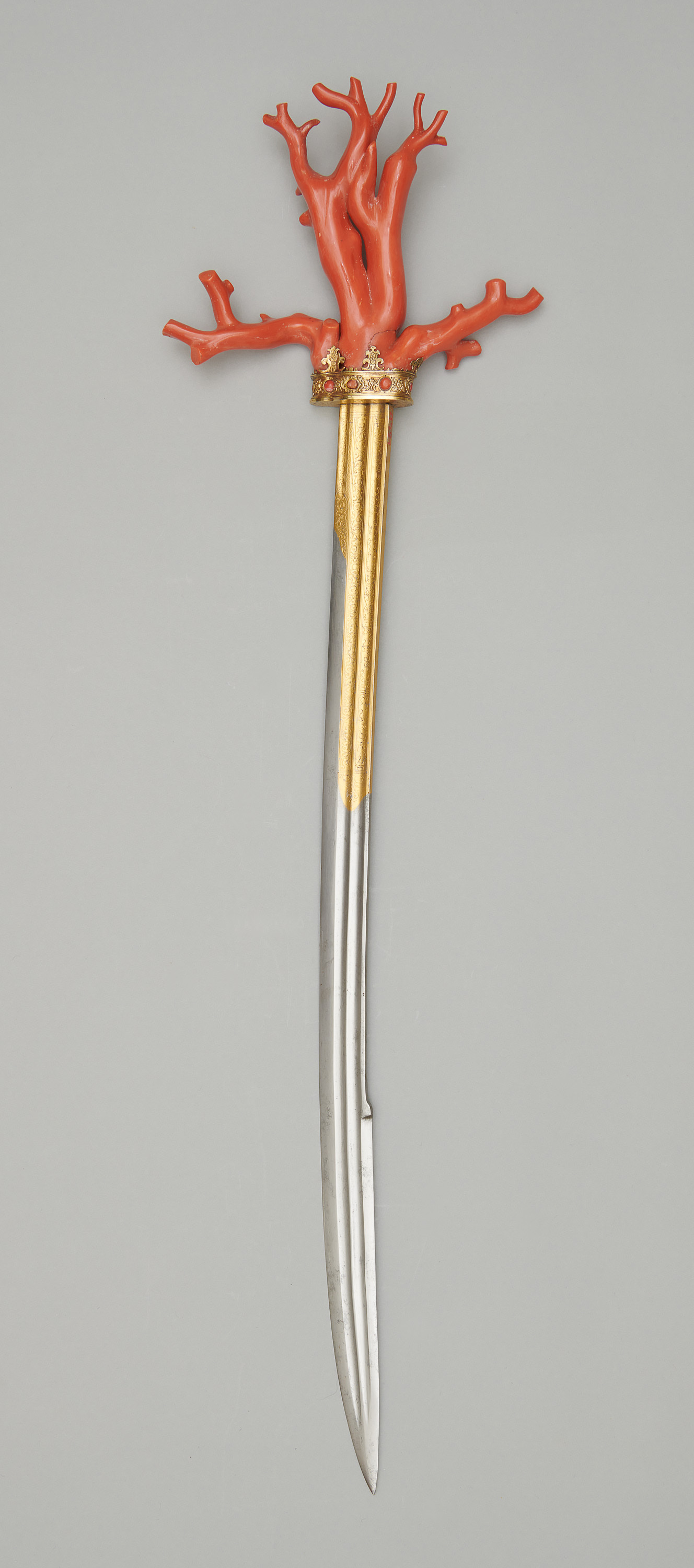
Korallensäbel
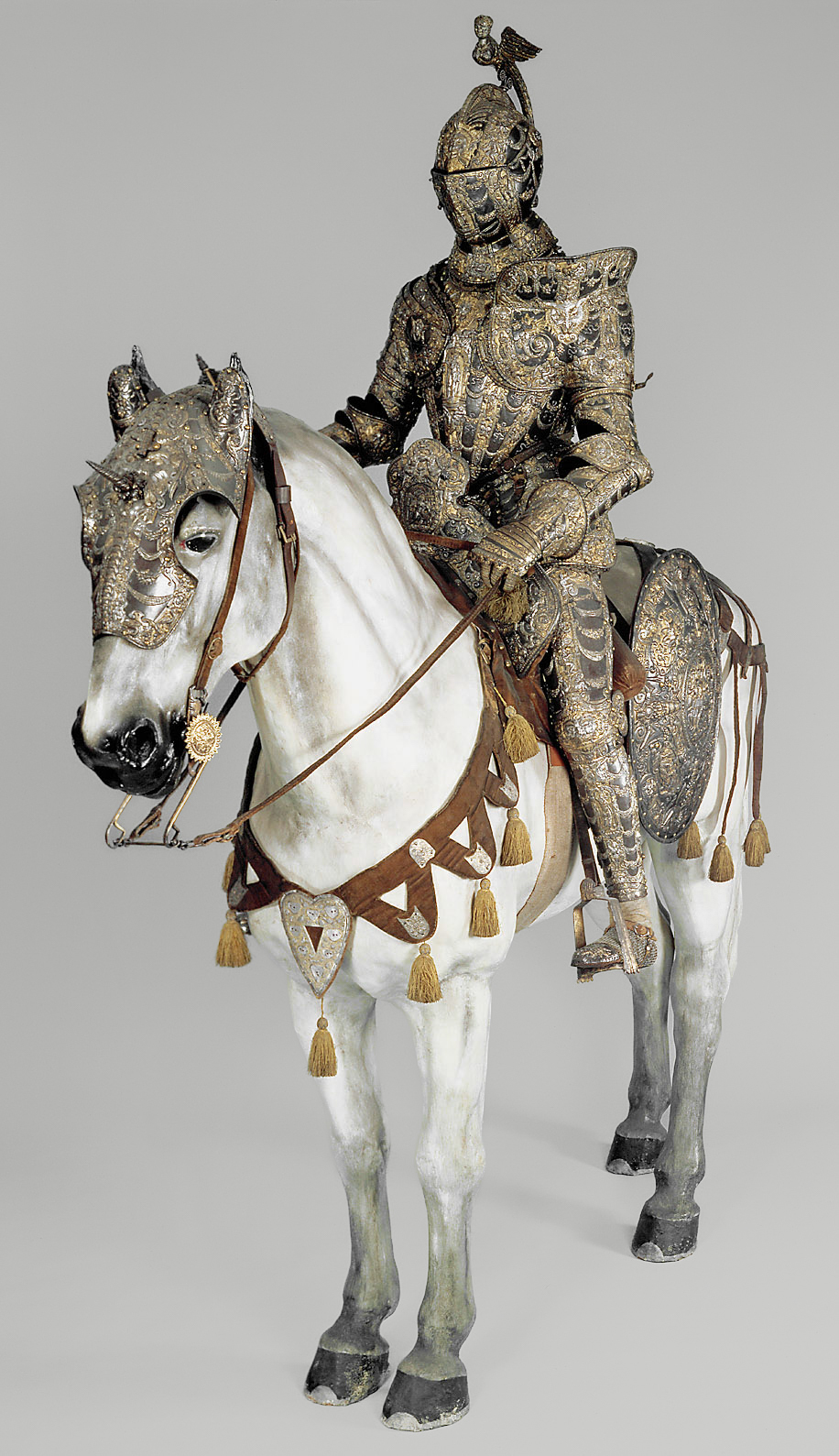
Farnese-Garnitur